# Tom of Finland Foundation
Die gemeinnützige, internationale Kunststiftung Tom of Finland Foundation (Gründung 1984 mit Sitz in Los Angeles) fördert das Andenken an den finnischen Zeichner Touko Laaksonen alias Tom of Finland und betreibt ein weltweites, unkommerzielles Künstlerarchiv zum Thema Erotik.

## Struktur und Aufgaben
Die amerikanische Kunststiftung Tom of Finland Foundation (ToFF) wurde 1984 von Durk Dehner und Tom of Finland im kalifornischen Silver Lake (Los Angeles) gegründet und ist heutzutage zweigleisig organisiert:
Sie schützt, bewahrt und fördert das Werk des finnischen Künstlers und betreibt eines der weltgrößten Künstlerarchive zum Thema Erotic Art.

## Andenken an ToF
Tom of Finland war nicht nur irgendein Zeichner, sondern er hat Kunst, Selbstbewusstsein und Mode nachfolgender Generationen sehr maßgeblich geprägt. Weltstars wie Robert Mapplethorpe, Andy Warhol, Peter Berlin beriefen sich explizit auf seinen Einfluss.
Beispiele aus Tom of Finlands Schaffen sind in namhaften Museen ausgestellt (beispielsweise dem Chicago Institute of Modern Art, dem MoMA in New York, dem Los Angeles County Museum of Art sowie dem Kiasma in Helsinki).
Die Stiftung pflegt das Andenken des Künstlers und verwaltet den Nachlass mit tausenden von Werken (Skizzen, Zeichnungen). Ein festgelegter Teil der signierten Originale ist für den Verkauf vorgesehen, um zusätzliches Stiftungskapital zu erwirtschaften.

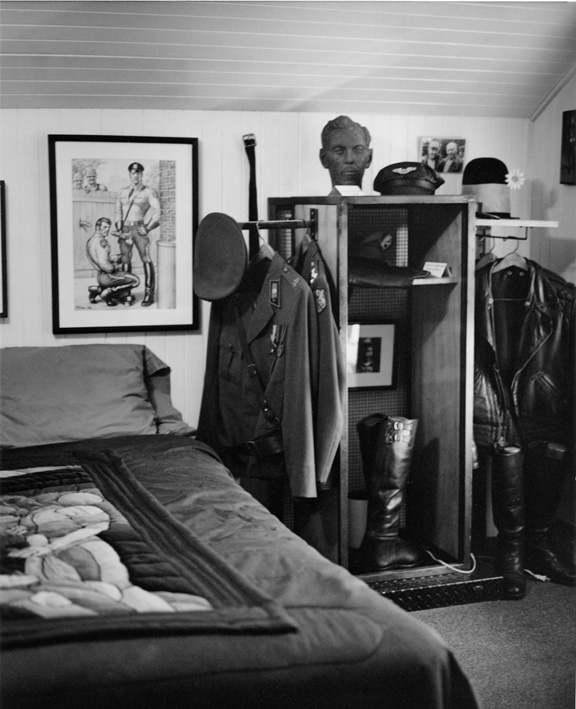
Tom of Finlands Gedenkzimmer im Haus der Kunststiftung Tom of Finland Foundation, Los Angeles 2003, fotografiert von Henning von Berg

## Künstlerarchiv
In der Funktion als internationales, unkommerzielles Künstlerarchiv ist die Stiftung ToFF eine anerkannte Netzwerkorganisation für Kreative auf dem ganzen Globus. Für Frauen und Männer jeglichen Alters, jeder Rasse, jeglicher Sexualität. Sowie für alle erdenklichen Medien (Malerei, Bildhauerei, Fotografie, Film, Video, Computeranimation, Performance).
Das umfangreiche Archiv in L.A. dokumentiert das Schaffen dieser durchaus sehr unterschiedlichen Künstler, hilft bei Ausstellungen, organisiert Kunstfestivals und Fachmessen, bietet Lehrveranstaltungen und Podiumsdiskussionen, unterstützt in rechtlichen und sozialen Fragen, schreibt Wettbewerbe aus, vergibt Preise und Auszeichnungen.

## Stiftungsziel
Als Fernziel sieht die ToFF die Gründung eines „Museum of Erotic Art“ mit internationaler Ausrichtung und Sitz in Amerika. Dieses eigenständige Museum für Erotische Kunst soll dann in einer Dauerausstellung einen qualitativ hochwertigen, repräsentativen Querschnitt durch alle erotischen Kunststile zeigen. Für dieses Projekt werden weltweit Unterstützer gesucht.
Das umfangreiche Lebenswerk Tom of Finlands soll einem breiten Publikum zugänglich gemacht werden, wofür kurz- und langfristige, periodische oder permanente Ausstellungsmöglichkeiten im In- und Ausland gesucht werden.

## Aktuelles
Im Taschen-Verlag erschien in 2009 der schwere und extrem großformatige Band „Tom Of Finland XXL - Complete Works“ von Dian Hanson, 46,5 × 33,8 × 8,4 cm, ISBN 978-3-8228-2607-2.
Der Stiftungsvorstand (Board of Directors) zeichnet verantwortlich für eine Homepage mit Basisinformationen. Zusätzlich publiziert die Stiftung vierteljährlich die kostenfreie Druckschrift „ToF Dispatch“ zu aktuellen Geschehnissen sowie Ausstellungen.
In Bezug auf Copyrightverletzungen konzentrierte sich die gemeinnützige Stiftung (non-profit organization) zunächst auf den nordamerikanischen Kontinent. Im Rahmen einer Internationalisierungs-Initiative wurde der deutsche Fotograf Henning von Berg vom Präsidenten Durk Dehner und vom Stiftungsvorstand im Herbst 2006 offiziell zum „Foundation Liaison“ (Berater, Kontaktmann) für Deutschland/Europa ernannt.
Die Stiftung regt Studierende der Kunstgeschichte und Kunstwissenschaft an, fachliche Arbeiten über den Künstler und sein Werk zu schreiben. Es liegt umfangreiches Material vor, der Zugang zu Originalen ist möglich, die Fülle des Gesamtwerks ist gut dokumentiert.
Deutschen Künstlern steht es frei, sich an Henning von Berg zu wenden, um ihre Arbeiten entweder im alljährlichen Wettbewerb „Emerging Erotic Artist“ bewerten, oder andererseits im unkommerziellen ToFF-Archiv in L.A. dokumentieren zu lassen.
Kunstinteressierte können ihre Privatsammlung bei öffentlichen Auktionen oder im Direktkontakt um wertvolle ToF-Exponate ergänzen.
Willkommen sind auch Mäzene, die ihre eigene Sammlung als Leihgabe/Schenkung einer Weltöffentlichkeit zugänglich machen wollen.
Europäische Kuratoren und Galeristen sind eingeladen, ihre Ausstellungsvorschläge zu unterbreiten. Nach einer vielbeachteten Ausstellung in Frankreich, befindet sich eine von Durk Dehner und Henning von Berg kuratierte Auswahl von 110 wichtigen Exponaten in einem Kunstlager in Paris und wartet auf eine weitere öffentliche Präsentation in Europa.